# Svampsländor
Svampsländor eller svampdjurssländor (Sisyridae) är en familj bevingade insekter inom ordningen nätvingar. De ingår i klassen egentliga insekter, fylumet leddjur, och riket djur. Enligt Catalogue of Life omfattar familjen Sisyridae 65 arter.
Larverna är vattenlevande och lever på sötvattenssvampar (svampdjur i familjen Spongillidae).
I Sverige förekommer fyra arter svampsländor, Sisyra nigra (allmän svampslända eller vanlig svampslända), Sisyra dalii (ribbsvampslända), Sisyra jutlandica och Sisyra terminalis. 

## Kännetecken
Fullbildade svampsländor, imagon, är små och brunaktiga nätvingar med proportionellt sett långa antenner. Framvingar mäter cirka 4-10 millimeter. Framvingarna och bakvingarna är ganska lika till formen. Vingarna hålls i vila taklagda över kroppen. Ett kännetecken är att vingarnas ribbnät har få tvärribbor.
Larverna är långsträckta med långa antenner och ben och utmärkande långa och tunna mundelar. Svampsländornas larver är helt vattenlevande och andningen sker med hjälp av särskilda gälar på bakkroppen.

## Levnadssätt
Svampsländor genomgår fullständig metamorfos med fyra utvecklingsstadier, ägg, larv, puppa och imago. De fullbildade insekterna lever på land liksom andra nätvingar, men larverna lever helt i vatten vilket är något ovanligt för nätvingar (vattenrovsländor har delvis vattenlevande larver). Honorna lägger äggen ett och ett eller i grupper på vegetation som hänger ut över vatten, exempelvis ett blad på en gren. Äggen skyddas genom att täckas över med ett tunt silkesliknade hölje. När äggen kläcks faller larverna ner i vattnet.
När larverna stöter på sötvattenssvampar borrar in sina långa och tunna mundelar för att suga ut svampdjuret och få näring. Möjligen angriper svampsländornas larver även sötvattenslevande mossdjur.
Då larven är fullväxt lämnar den svampdjuret och simmar in mot stranden och kryper upp ur vattnet. Förpuppningen sker på land i en kokong.
Fullbildade svampsländor är inte särskilt goda flygare och brukar stannar kvar i närheten av vattnet för parning och äggläggning. Imagons föda består av nektar, pollen, alger, svamp och en del smådjur som bladlöss.

## KladogramenligtCatalogue of Life[1]ochDyntaxa[2]
| svampdjurssländor | \| \| Climacia \| \| \| \| \| \| Sisyborina \| \| \| \| \| \| Sisyra \| \| \| \| \| \| Sisyrina \| \| \| \| |
|                   | \| \| Climacia \| \| \| \| \| \| Sisyborina \| \| \| \| \| \| Sisyra \| \| \| \| \| \| Sisyrina \| \| \| \| |
|                   | Ascalaphidae                                                                                                |
|                   | |
|                   | Berothidae                                                                                                  |
|                   | |
|                   | guldögonsländor                                                                                             |
|                   | |
|                   | vaxsländor                                                                                                  |
|                   | |
|                   | Dilaridae                                                                                                   |
|                   | |
|                   | florsländor                                                                                                 |
|                   | |
|                   | Ithonidae                                                                                                   |
|                   | |
|                   | Mantispidae                                                                                                 |
|                   | |
|                   | myrlejonsländor                                                                                             |
|                   | |
|                   | Nemopteridae                                                                                                |
|                   | |
|                   | Nevrorthidae                                                                                                |
|                   | |
|                   | Nymphidae                                                                                                   |
|                   | |
|                   | vattenrovsländor                                                                                            |
|                   | |
|                   | Polystoechotidae                                                                                            |
|                   | |
|                   | Psychopsidae                                                                                                |
|                   | |
|                   | Rapismatidae                                                                                                |
|                   | |
|                   | Climacia |
|                   | |
|                   | Sisyborina                                                                                                  |
|                   | |
|                   | Sisyra |
|                   | |
|                   | Sisyrina |
|                   | |

|  | Climacia   |
|  |            |
|  | Sisyborina |
|  |            |
|  | Sisyra     |
|  |            |
|  | Sisyrina   |
|  |            |

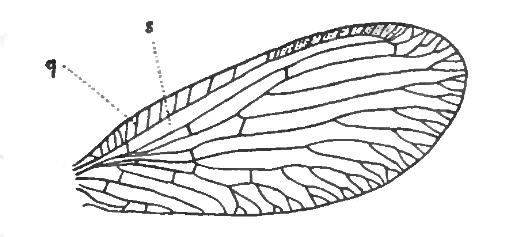
Framvingens ribbnät hos Sisyra nigra
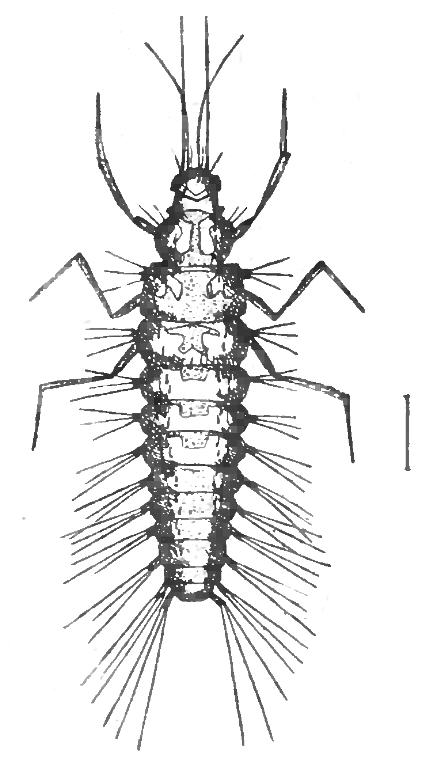
Teckning av larv